# Idaea lamprotis
Idaea lamprotis là một loài bướm đêm trong họ Geometridae.